# Das Geschlecht derer von Ringwall
Das Geschlecht derer von Ringwall ist ein deutsches Filmdrama von 1918.

## Handlung
Magdalena und Argad sind die letzten derer von Ringwall. Da wird ihr Bruder ermordet, den Täter findet man nicht. Madgalena lernt einen Mann kennen und verliebt sich in ihn. Was sie nicht weiß ist, dass er der Mörder ihres Bruders ist. Obwohl sie die Wahrheit erfährt, verliert sie ihre Rachegefühle. Die Liebe siegt.

## Hintergrund
Produktionsfirma war die Messter (Film)Projektion Berlin, für die Bauten waren Jack Winter und Ludwig Kainer zuständig. Der viragierte Film hat eine Länge von vier Akten auf 1436 bzw. 1349 Metern, ca. 79 bzw. 74 Minuten. Die Polizei Berlin belegte ihn im April 1918 mit einem Jugendverbot (Nr. 41750), die Reichsfilmzensur vom 17. Mai 1921 ebenfalls (Nr. 2175). Die Uraufführung fand am 19. April 1918 statt.